# يون سو-ها
يون سو-ها هو سياسي كوري جنوبي، ولد في 10 سبتمبر 1961. نشط حزبياً في Democratic Labor Party (South Korea) ‏ وحزب العدالة. وقد انتخب عضو الجمعية الوطنية الكورية الجنوبية ‏ عن دائرة PR assembly constituency in South Korea ‏ لترشحه ضمن قائمة حزب العدالة، خلال فترته النيابية ‏ (30 مايو 2016 – 29 مايو 2020).